# Michael Seymour, 1. Baronet

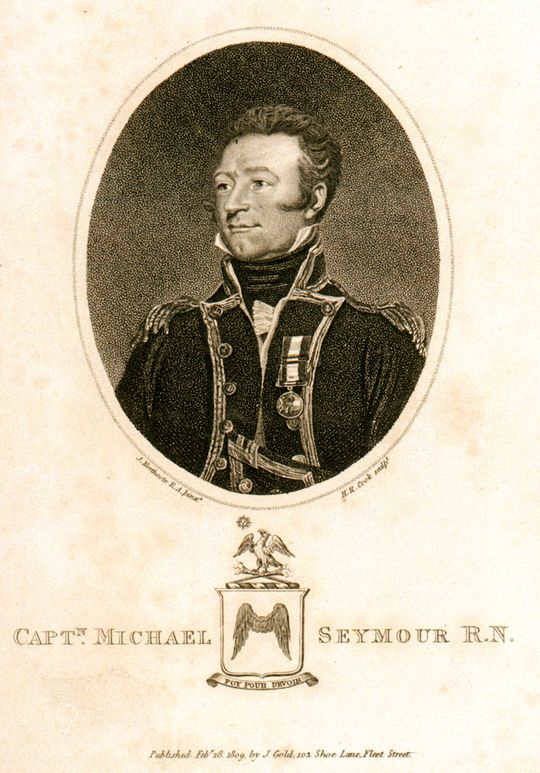
Michael Seymour

Sir Michael Seymour, 1. Baronet KCB (* 8. November 1768 in Palace, County Limerick; † 9. Juli 1834 in Rio de Janeiro), vom irischen Zweig der Seymours, war britischer Marineoffizier.

## Leben
Michael Seymour zeichnete sich vor allem in der letzten Dekade des 18. Jahrhunderts aus und verlor als Lieutenant an Bord der HMS Marlborough bei Howes Sieg über die Franzosen am 1. Juni 1794 einen Arm (siehe Seeschlacht am 13. Prairial).
Zwischen 1796 und 1810 war er Captain der Sloop HMS Spitfire und danach der Fregatte HMS Amethyst. Er brachte im Kanal eine beträchtliche Anzahl französischer Prisen auf. 1832 wurde er zum Rear Admiral of the Blue ernannt und starb zwei Jahre später als Kommandant der South American Station. Er wurde auf dem englischen Friedhof in Rio de Janeiro beigesetzt. Eine Gedenktafel befindet sich in der St Ann's Church in Portsmouth.
Michael Seymour wurde 1809 von Georg III. zum Baronet, of High Mount in the County of Cork and Friery Park in the County of Devon, erhoben und 1815 zum Knight Commander des Order of the Bath ernannt.
Sein ältester Sohn John Hobart Culme-Seymour (1800–1880), der ihm in der Baronetswürde folgte, wurde Geistlicher. Sein zweiter Sohn Michael Seymour (1802–1887) begleitete seinen Vater zur Marine und wurde Admiral. Ein weiterer Sohn, Richard Seymour, wurde ebenfalls Geistlicher. Das einzige Kind von Reverend John Hobart Culme-Seymour, Michael Culme-Seymour (1836–1920), der 3. Baronet, wurde wieder Marineoffizier und Admiral. Dessen Sohn Michael, der 4. Baronet, wurde ebenfalls Admiral. Richard Seymours Sohn war Admiral of the Fleet Sir Edward Hobart Seymour (1840–1929), Oberbefehlshaber der britischen Fernost-Flotte.